# シェリル・ミラー

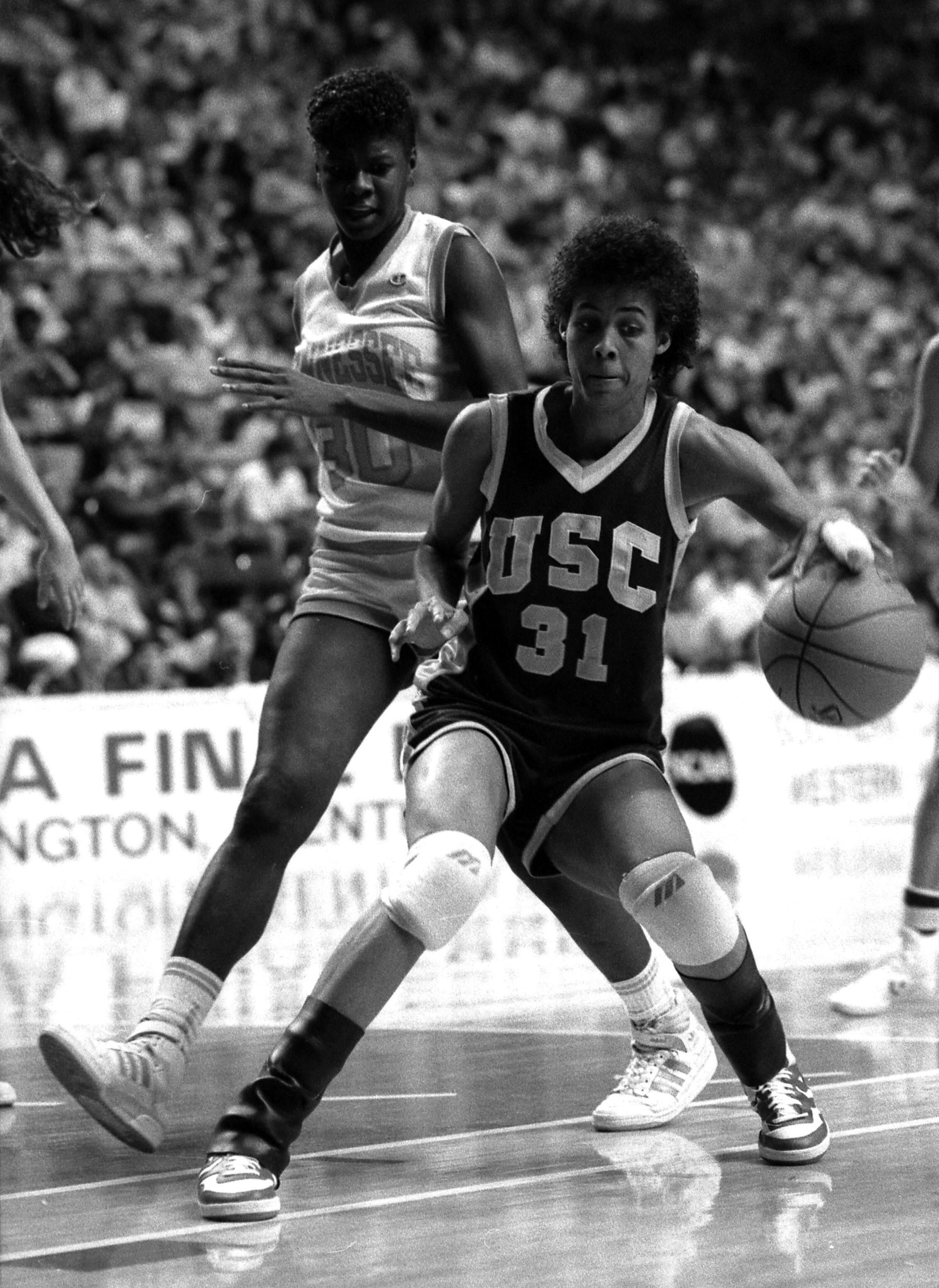
試合中のミラー(手前、1986年)

シェリル・D・ミラー（Cheryl D. Miller、1964年1月3日 - ）は、元バスケットボール選手。彼女はターナースポーツでNBAの試合のサイドラインリポーターを務めていたほか、ESPN on ABC、NBA on TNT、ESPNでスポーツキャスターを務めた経験もあり、リポーターやアナリストとしてNBA TVでも活躍している。また、WNBAのフェニックス・マーキュリーのヘッドコーチ兼ゼネラルマネージャーも務めていた。
1995年には、マサチューセッツ州スプリングフィールドにあるバスケットボール殿堂に選出された。1999年には、テネシー州ノックスビルにある女子バスケットボール殿堂の第一期生に選出された。2010年8月20日には、国際的なプレーでの活躍が評価され、FIBA殿堂入りメンバーのリスト入りを果たした。
彼女は、引退した全米バスケットボール協会（NBA）の殿堂入り選手レジー・ミラーの姉で元メジャーリーグ捕手ダレル・ミラーの妹である。